# Bahnhof Düsseldorf Flughafen
Der im Jahr 2000 eröffnete Bahnhof Düsseldorf Flughafen ist einer der beiden Fernbahnhöfe der Stadt Düsseldorf, der Landeshauptstadt von Nordrhein-Westfalen. Er bietet einen Fernverkehrsanschluss für Reisende von und zum Flughafen Düsseldorf und für die nur etwa einen Kilometer entfernte Stadt Ratingen. Der Bahnhof liegt an der für 200 km/h ausgebauten Bahnstrecke Köln–Duisburg.
Neben dem S-Bahnhof Düsseldorf Flughafen Terminal ist er einer von zwei Bahnhöfen am Flughafen Düsseldorf. Die führerlose Kabinenhängebahn SkyTrain verbindet das Bahnhofsgebäude mit den Terminals (Haltepunkte: Flughafenbahnhof, Parkhaus P4, Terminals A/B und Terminal C).
Täglich halten hier etwa 40 Fernverkehrszüge (Stand: 2014).

## Lage
Der Bahnhof liegt am nordöstlichen Rand des Flughafengeländes knapp 2,5 Kilometer von den Terminals entfernt, am nordwestlichen Rand des Düsseldorfer Stadtteils Lichtenbroich und an der Stadtgrenze zu Ratingen. Die nächsten Fernverkehrs- sowie Regionalverkehrshalte an der Strecke sind der 8 km südlich gelegene Hauptbahnhof Düsseldorf und der 16 km nördlich gelegene Hauptbahnhof Duisburg. Die nächsten Halte der S-Bahn Rhein-Ruhr sind Düsseldorf-Unterrath und Angermund. Der unmittelbar nördlich des Flughafens gelegene Bahnhof Kalkum wurde mit Inbetriebnahme des Fernbahnhofes aufgegeben.
Die Bahnsteige des Bahnhofs Düsseldorf Flughafen reichen bis in die Unterführung der Start- und Landebahnen des Flughafens.

## Geschichte
Ab 1975 war der Düsseldorfer Flughafen mit der S-Bahn-Station am Terminal an das Schienennetz angeschlossen.
Die Einbindung des damals zweitgrößten deutschen Flughafens in das Fernverkehrsnetz der Deutschen Bundesbahn galt als wichtige Aufgabe. Nach dem Planungsstand von Ende 1992 sollte die Station bis 1996 entstehen und die Infrastruktur eines Flughafenbahnhofs erhalten; seine Baukosten wurden mit etwa 360 Millionen DM veranschlagt. An dem Projekt waren neben der Bundesbahn auch der Verkehrsverbund Rhein-Ruhr, die Flughafengesellschaft und das Land Nordrhein-Westfalen als deren Eigentümer sowie die Stadt Düsseldorf beteiligt.
Am 26. Mai 2000 fand die Einweihung in Gegenwart von Bundeskanzler Gerhard Schröder und dem nordrhein-westfälischen Ministerpräsidenten Wolfgang Clement statt. Der Bahnhof ging am 28. Mai 2000 in Betrieb. Zunächst hielten bis zu 270 Züge pro Tag an dem Bahnhof, darunter ICEs, Interregios und S-Bahnen. Der Flughafen erhoffte sich von der Anbindung, den Anteil der mit der Bahn anreisenden Fluggäste von 18 auf 30 Prozent zu erhöhen.
Zu den Kosten des Bauwerks gibt es verschiedene Angaben: 125 Millionen DM, 150 Millionen DM und 150 Millionen Euro. Nach anderen Angaben lag der Finanzierungsanteil des Landes Nordrhein-Westfalen und der Deutschen Bahn bei zusammen fast 150 Millionen DM. Der Bund beteiligte sich nach eigenen Angaben von 2007 mit 14,6 Millionen Euro am Bau des Flughafenbahnhofs. 2014 bezifferte der Bund die Kosten des Bahnhofs mit 47,5 Millionen Euro, wovon der Bund 31,6 Millionen Euro übernommen habe (zuwendungsfähige Baukosten inklusive 13 Prozent Planungskosten).
Nach Inbetriebnahme des Bahnhofs beförderten zunächst Shuttlebusse die Fluggäste zu den einzelnen Terminals. Die Fahrzeit betrug bis zu 12 Minuten. Am 1. Juli 2002 wurde der Sky-Train in Betrieb genommen. Die Fahrwegkonstruktion der 2,5 Kilometer langen und 23 Meter hohen Strecke entspricht der der Dortmunder H-Bahn. Nachdem sich die Inbetriebnahme der Bahn aufgrund von Softwareproblemen um ein Jahr verzögert hatte, blieb der Zug in den ersten zwei Wochen des öffentlichen Betriebs sechsmal liegen. Daraufhin wurde der Betrieb bis zum 26. August 2002 eingestellt.

## Ausbau
Im Rahmen des durchgehend sechsgleisigen Ausbaus zwischen Düsseldorf und Duisburg für den Rhein-Ruhr-Express (RRX) sollen westlich der bestehenden Gleise zwei weitere Gleise und Bahnsteige für den RRX entstehen. Der westliche Bahnsteig an Gleis 6 wird in Folge zu einem vollwertigen Mittelbahnsteig.
Die Stadt Düsseldorf plant mit dem dritten Bauabschnitt der U81 den Bahnhof an das Stadtbahnnetz Düsseldorf anzuschließen. Dafür sollen zwei weitere reine Stadtbahngleise östlich der bestehenden Gleise entstehen, welche aus Richtung des Bahnhofs Düsseldorf Flughafen Terminal kommen. Der östliche Bahnsteig an Gleis 1 wird somit zu einem Mittelbahnsteig. Ein möglicher vierter Bauabschnitt sieht die Verlängerung der Stadtbahn bis Ratingen vor.

## Betrieb
Täglich halten hier bis zu 300 Züge. Betrieblich gesehen handelt es sich bei dieser Bahnanlage in ihrer Gesamtheit nur in der umgangssprachlichen Bedeutung des Begriffs um einen Bahnhof, tatsächlich besteht sie aber aus zwei unabhängigen Betriebsstellen mit insgesamt sechs Gleisen und einem gemeinsamen Empfangsgebäude:
An der Fernbahnstrecke liegt der Bahnhof Düsseldorf Flughafen (Abkürzung im Betriebsstellenverzeichnis KDFF) mit zwei Bahnsteiggleisen und dazwischen je einem Durchfahrtsgleis pro Richtung. Diese durchgehenden Hauptgleise können von Zügen, die nicht am Bahnhof halten, mit 200 km/h durchfahren werden. Der Bahnsteig des Fernbahngleises Richtung Norden stellt gleichzeitig den östlichen Eingang zum Bahnhof dar und bietet einen ebenerdigen Zugang vom Ahrensplatz her. Zudem befindet sich hier eine Haltestelle für den Linienbusverkehr.
An der S-Bahn-Strecke befindet sich der Haltepunkt Düsseldorf Flughafen (KDFFH) mit zwei weiteren Bahnsteiggleisen. Dabei teilt sich das S-Bahn-Gleis Richtung Norden einen Bahnsteig mit dem Fernbahngleis Richtung Süden. Das S-Bahn-Gleis Richtung Süden nutzte in den ersten Jahren den Bahnsteig mit einem Ausziehgleis einer südlich des Bahnhofs gelegenen Anschlussstelle. Heute ist dieses Gleis zurückgebaut, an der westlichen Seite des Bahnsteigs befindet sich nun ein Absperrgitter sowie ebenfalls ein ebenerdiger Zugang.

## Verkehrsanbindung

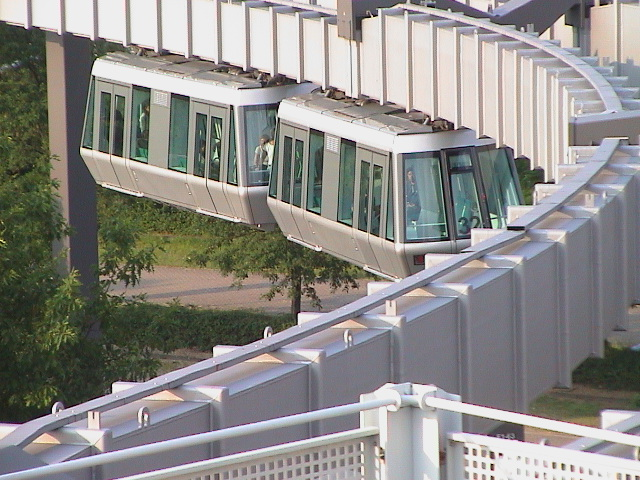
Skytrain

Fernverbindungen bestehen in Richtung Norden unter anderem nach Münster, Hannover und Berlin und in Richtung Süden nach Köln und Koblenz. Das Ruhrgebiet ist über den Nah- und Fernverkehr angebunden.
Das Terminalgebäude des Flughafens ist über eine automatisch verkehrende Hochbahn, den SkyTrain, mit dem Fernbahnhof verbunden. Es verkehren stets zwei fest gekuppelte Einheiten nach Bedarf ohne festen Fahrplan.

### Fernverkehr
Im Schienenpersonenfernverkehr wird der Bahnhof von Zügen der Kategorien Intercity-Express bedient. Es halten jedoch nicht alle auf der Strecke verkehrenden Fernzüge am Bahnhof Düsseldorf Flughafen; seit 2022 wird der Bahnhof nur noch von der ICE-Linie 10 angefahren. Seit Dezember 2012 halten außerdem tägliche Eurostar-Züge auf dem Weg von Paris nach Dortmund am Bahnhof.
Im Jahr der Inbetriebnahme hielten durchschnittlich 53 Fernzüge je Werktag in dem Bahnhof. Für 2014 werden durchschnittlich 40 Fernzughalte genannt.

### Regionalverkehr
Im Schienenpersonennahverkehr wird der Bahnhof von mehreren Regional-Express-Linien sowie jeweils einer Regionalbahn- und einer S-Bahn-Linie der S-Bahn Rhein-Ruhr angefahren.
Die meisten Züge des Nahverkehrs halten am S-Bahn-Bahnsteig, nur RE 1, RE 5 und die Verstärkerzüge des RE 19 halten am Fernbahnsteig.
| Linie       | Linienverlauf | Takt                                                                            | Betreiber        |
| ----------- | --- | ------------------------------------------------------------------------------- | ---------------- |
| RE 1 (RRX)  | NRW-Express: Aachen Hbf – Aachen-Rothe Erde – Eilendorf (ein Zugpaar) –Stolberg (Rheinl) Hbf – Eschweiler Hbf – Langerwehe – Düren – Horrem – Köln-Ehrenfeld – Köln Hbf – Köln Messe/Deutz – Köln-Mülheim – Leverkusen Mitte – Düsseldorf-Benrath – Düsseldorf Hbf – Düsseldorf Flughafen – Duisburg Hbf – Mülheim (Ruhr) Hbf – Essen Hbf – Wattenscheid – Bochum Hbf – Dortmund Hbf – Dortmund-Scharnhorst (nicht stündlich, im Wechsel mit Nordbögge) – Dortmund-Kurl – Kamen-Methler – Kamen – Bönen-Nordbögge (nicht stündlich, im Wechsel mit Dortmund-Scharnhorst) – Hamm (Westf) Hbf Stand: Fahrplanwechsel Dezember 2023 | 60 min                                                                          | National Express |
| RE 2        | Rhein-Haard-Express: Osnabrück Hbf – Hasbergen – Natrup-Hagen (zweistdl.) – Lengerich (Westf) – Kattenvenne (zweistdl.) – Ostbevern – Westbevern – Münster (Westf) Hbf – (Münster-Albachten – Senden-Bösensell – Nottuln-Appelhülsen – Buldern –)* Dülmen – (Sythen –)* Haltern am See – (Marl-Sinsen –)* Recklinghausen Hbf – (Recklinghausen Süd –)* Wanne-Eickel Hbf – Gelsenkirchen Hbf – Essen Hbf – Mülheim (Ruhr) Hbf – Duisburg Hbf – Düsseldorf Flughafen – Düsseldorf Hbf * Halt nur einzelner Züge im Nachtverkehr Stand: Fahrplanwechsel Dezember 2023                                                               | 60 min                                                                          | DB Regio         |
| RE 3        | Rhein-Emscher-Express: Düsseldorf Hbf – Düsseldorf Flughafen – Duisburg Hbf – Oberhausen Hbf – Essen-Altenessen – Gelsenkirchen Hbf – Wanne-Eickel Hbf – Herne – Castrop-Rauxel Hbf – Dortmund-Mengede – Dortmund Hbf – Dortmund-Scharnhorst – Dortmund-Kurl – Kamen-Methler – Kamen – Bönen-Nordbögge – Hamm (Westf) Hbf Stand: Fahrplanwechsel Dezember 2023 | 60 min                                                                          | eurobahn         |
| RE 5 (RRX)  | Rhein-Express: Wesel – Friedrichsfeld (Niederrhein) (zweistdl.) – Voerde (Niederrhein) – Dinslaken – Oberhausen-Holten (zweistdl.) – Oberhausen-Sterkrade – Oberhausen Hbf – Duisburg Hbf – Düsseldorf Flughafen – Düsseldorf Hbf – Düsseldorf-Benrath – Leverkusen Mitte – Köln-Mülheim – Köln Messe/Deutz – Köln Hbf – Köln Süd – Brühl – Bonn Hbf – Bonn UN Campus – Bonn-Bad Godesberg – Oberwinter – Remagen – Sinzig (Rhein) – Bad Breisig – Andernach – Koblenz Stadtmitte – Koblenz Hbf Stand: Fahrplanwechsel Dezember 2023                                                                                             | 60 min                                                                          | National Express |
| RE 6 (RRX)  | Rhein-Weser-Express: Köln/Bonn Flughafen – Köln Hbf – Dormagen – Neuss Hbf – Düsseldorf-Bilk – Düsseldorf Hbf – Düsseldorf Flughafen – Duisburg Hbf – Mülheim (Ruhr) Hbf – Essen Hbf – Wattenscheid – Bochum Hbf – Dortmund Hbf – Kamen – Hamm (Westf) Hbf – Heessen – Ahlen (Westf) – Beckum-Neubeckum – Oelde – Rheda-Wiedenbrück – Gütersloh Hbf – Bielefeld Hbf – Herford – Löhne (Westf) – Bad Oeynhausen – Porta Westfalica – Minden (Westf) Stand: Fahrplanwechsel Dezember 2023 | 60 min                                                                          | National Express |
| RE 11 (RRX) | Rhein-Hellweg-Express: Kassel-Wilhelmshöhe – Hofgeismar – Warburg (Westf) – Willebadessen – Altenbeken – Paderborn Hbf – Lippstadt – Soest – Hamm (Westf) Hbf – Kamen – Dortmund Hbf – Bochum Hbf – Wattenscheid – Essen Hbf – Mülheim (Ruhr) Hbf – Duisburg Hbf – Düsseldorf Flughafen – Düsseldorf Hbf Abschnitt Düsseldorf–Hamm entfällt aufgrund einer angespannten Personalsituation bis auf einzelne Fahrten. Stand: Februar 2025 | 60 min                                                                          | National Express |
| RE 19       | Rhein-IJssel-Express: Zugteil 1: Arnhem Centraal – Zevenaar – Emmerich-Elten – Emmerich – Praest – Millingen (b Rees) – Empel-Rees – Haldern (Rheinl) – Mehrhoog – Wesel Feldmark – Wesel Zugteil 2: Bocholt – Hamminkeln-Dingden – Hamminkeln – Wesel-Blumenkamp – Wesel Flügelung bzw. Wiedervereinigung: Wesel – Friedrichsfeld (Niederrhein) – Voerde (Niederrhein) – Dinslaken – Oberhausen-Holten – Oberhausen-Sterkrade – Oberhausen Hbf – Duisburg Hbf – Düsseldorf Flughafen – Düsseldorf Hbf Stand: Fahrplanwechsel Dezember 2021                                                                                      | 60 min                                                                          | VIAS             |
| S 1         | Solingen Hbf – SG-Vogelpark – Hilden Süd – Hilden – D-Eller – D-Eller Mitte – D-Oberbilk – D-Volksgarten – Düsseldorf Hbf – D-Wehrhahn – D-Zoo – D-Derendorf – D-Unterrath – D-Flughafen – Angermund – DU-Rahm – DU-Großenbaum – DU-Buchholz – DU-Schlenk – Duisburg Hbf – MH-Styrum – Mülheim (Ruhr) Hbf – E-Frohnhausen – Essen West – Essen Hbf – E-Steele – E-Steele Ost – E-Eiberg – Wattenscheid-Höntrop – BO-Ehrenfeld – Bochum Hbf – BO-Langendreer West – BO-Langendreer – DO-Kley – DO-Oespel – DO-Universität – DO-Dorstfeld Süd – DO-Dorstfeld – Dortmund Hbf Stand: Fahrplanwechsel Dezember 2023                   | 30 min 20 min (Solingen–Duisburg wochentags) 15 min (Essen–Dortmund wochentags) | DB Regio         |

### Bahnsteigbelegung
Im Normalfall ergibt sich folgende Gleisbelegung:
| Bahnsteig | Gleis | Linie/Richtung |
| --------- | ----- | --- |
| 1         | 1     | RE 1 (RRX) nach Hamm (Westf); RE 5 (RRX) nach Wesel                                                                                                |
| -         | 2     | Durchfahrtsgleis der Bahnstrecke Köln–Duisburg, Richtung Duisburg                                                                                  |
| -         | 3     | Durchfahrtsgleis der Bahnstrecke Köln–Duisburg, Richtung Düsseldorf                                                                                |
| 2         | 4     | RE 1 (RRX) nach Aachen; RE 5 (RRX) nach Koblenz |
| 2         | 5     | RE 2 nach Osnabrück; RE 3 und RE 11 (RRX) nach Hamm (Westf); RE 6 (RRX) nach Minden (Westf); RE 19 nach Arnhem/Bocholt; S 1 nach Dortmund/Duisburg |
| 3         | 6     | RE 2, RE 3, RE 11 (RRX) und RE 19 nach Düsseldorf; RE 6 (RRX) nach Köln/Bonn Flughafen; S 1 nach Solingen                                          |

### Busverkehr
Der Bahnhof wird über Lichtenbroich von den Buslinien 729, 759 und 776 der Rheinbahn angefahren. Seit Juni 2009 existiert mit der Linie SB51 auch eine Schnellbusverbindung nach Kaarst über Flughafen Terminal A/B/C und Meerbusch. Nach der Fertigstellung der Bundesautobahn 44 zwischen dem Autobahnkreuz Ratingen-Ost und Velbert wäre ein Sprinter-Bus, beispielsweise ein XBus des VRR, zwischen dem ZOB Velbert und Bahnhof und Flughafen Düsseldorf eine mögliche Angebotsverbesserung; vor einem Lückenschluss der Bundesautobahn 44 ergäbe sich jedoch keine relevante Fahrzeitersparnis.
| Linie | Verlauf | Takt                                                                   |
| ----- | --- | ---------------------------------------------------------------------- |
| SB 51 | D-Flughafen Bf 1 – Lichtenbroich, Quartier (n) – Flughafen, Halle 7 → Flughafen Terminal A/B/C 2 ← Flughafen/Maritimplatz → Flughafenverwaltung – Nordfriedhof – Theodor-Heuss-Brücke 3 – Meerbusch-Büderich, Landsknecht – Büderich, Kirche – Kaarst, Maubisstraße ← Kaarst, Rathaus ← Martinuscenter ← Neersener Str./Kaarster Bf → Kaarst, Stadtpark – Kaarst Mitte/Holzbüttgen 4 HVZ: 1–2 alle 15 min, 2–4 alle 30 min; Mo–Fr: 1–2 alle 30 min, 2–4 alle 60 min; Sa alle 60 min; weitere Haltestellen nur zwischen 3 und 4. | 15 min(Flughafen Bf. – Terminal) 30 min(Terminal – Kaarst) 60 samstags |
| 729   | D-Flughafen Bf – Neu-Lichtenbroich – D-Unterrath 2 – Unterrath, Höxterweg – Derendorf, Großmarkt3 – Hugo-Viehoff-Straße → Johannstraße – Nordfriedhof – Theodor-Heuss-Brücke 4 Mo–Fr 5–20 Uhr alle 20 min; Mo–Fr 20–0 Uhr, Sa 6–0 Uhr und So 5–0 Uhr alle 30 min; So 5–7 Uhr wird nur der Abschnitt 1–2 bedient; weitere Haltestellen nur auf dem Abschnitt 1–3; alle Umsteigehaltestellen sind aber aufgeführt. | 20 min                                                                 |
| 759   | Düsseldorf, Flughafen Bf – Ratingen-West, Erfurter Straße – Dieselstraße – Eckampstraße – Ratingen Mitte – Ratingen Ost | 20 min                                                                 |
| 776   | Flughafen Bf – Neu-Lichtenbroich – Unterrath, Kirche – D-Rath Mitte – Mörsenbroich, Wilhelm-Raabe-Straße – Heinrichstraße – Mercedesstraße | 60 min Mo.–Fr. von 6 bis 19 Uhr, Sa. von 8 bis 14 Uhr                  |